# Myomyscus
A Myomyscus az emlősök (Mammalia) osztályának a rágcsálók (Rodentia) rendjébe, ezen belül az egérfélék (Muridae) családjába tartozó nem.

## Rendszerezés
A nembe az alábbi 4 faj tartozik:
- Myomyscus angolensis Bocage, 1890 - szinonimája: Mastomys angolensis
- Myomyscus brockmani Thomas, 1908
- Myomys verreauxii Smith, 1834 - típusfaj
- Myomys yemeni Sanborn & Hoogstraal, 1953